# Plateros teruhisai
Plateros teruhisai là một loài bọ cánh cứng trong họ Lycidae. Loài này được Matsuda miêu tả khoa học năm 2007.